# Cantón de Argueil
El cantón de Argueil era una división administrativa francesa, que estaba situada en el departamento de Sena Marítimo y la región de Alta Normandía.

## Composición
El cantón estaba formado por catorce comunas:
- Argueil
- Beauvoir-en-Lyons
- Croisy-sur-Andelle
- Fry
- Hodeng-Hodenger
- La Chapelle-Saint-Ouen
- La Feuillie
- La Hallotière
- La Haye
- Le Mesnil-Lieubray
- Mésangueville
- Morville-sur-Andelle
- Nolléval
- Sigy-en-Bray

## Supresión del cantón de Argueil
En aplicación del Decreto nº 2014-266 de 27 de febrero de 2014, el cantón de Argueil fue suprimido el 22 de marzo de 2015 y sus 14 comunas pasaron a formar parte del nuevo cantón de Gournay-en-Bray.